# Zonosaurus brygooi
Zonosaurus brygooi Lang & Böhme, 1990 è un sauro scincomorfo della famiglia Gerrhosauridae, endemico del Madagascar.

## Descrizione
È un sauro di media taglia, che può raggiungere lunghezze di circa 30 cm.

## Biologia
È una specie ovipara.

## Distribuzione e habitat
La specie è diffusa nel Madagascar settentrionale.